# Glaucochroiet

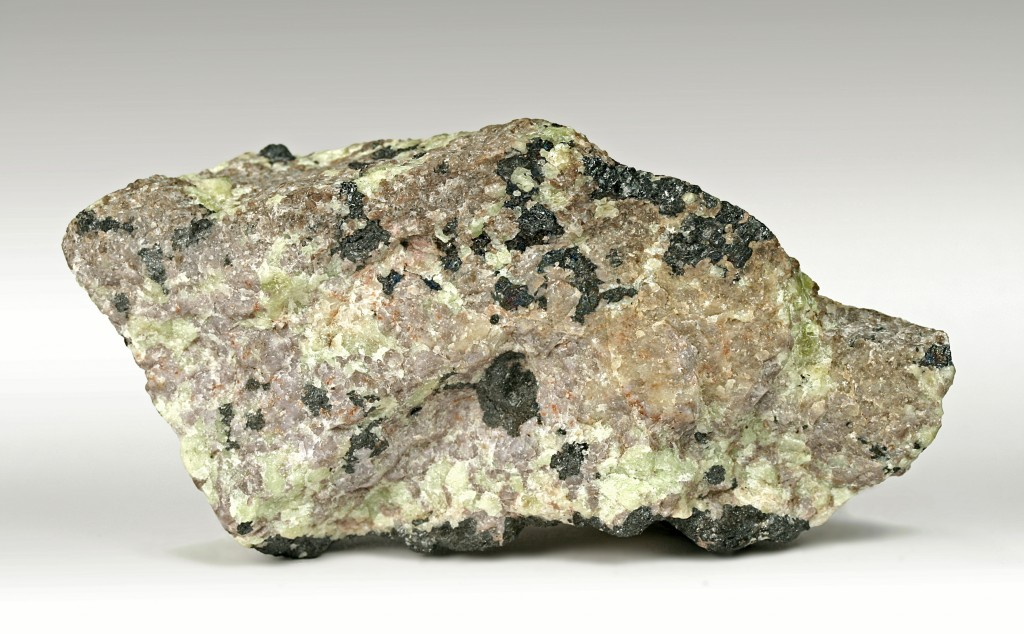
Glaucochroiet

Het mineraal glaucochroiet is een calcium-mangaan-silicaat met de chemische formule CaMn2+SiO4. Het behoort tot de nesosilicaten.

## Eigenschappen
Het witte, roze of groene glaucochroiet heeft een glasglans, een witte streepkleur en een onduidelijke splijting volgens het kristalvlak [001]. De gemiddelde dichtheid is 3,4 en de hardheid is 6. Het kristalstelsel is orthorombisch en het mineraal is niet radioactief.

## Naamgeving
De naam van het mineraal glaucochroiet is afgeleid van Oudgrieks γλαυκόχροος, glaukochroos, een samenstelling van γλαυκός, glaukos ("blauw") en χρώς, chrōs ("kleur").

## Voorkomen
Het mineraal glaucochroiet komt met name voor in gemetamorfoseerde mangaan-houdende kalksteen. De typelocatie is Franklin Furnace, Sussex county, New Jersey, Verenigde Staten.